# Isan Reynaldo Ortiz Suárez
Isan Reynaldo Ortiz Suárez (2 d'abril de 1985) és un jugador d'escacs cubà que va obtenir el títol de Gran Mestre el 2011.
A la llista d'Elo de la FIDE del gener de 2020, hi tenia un Elo de 2545 punts, cosa que en feia el jugador número 6 (en actiu) de Cuba. El seu màxim Elo va ser de 2623 punts, a la llista de l'octubre de 2014 (posició 170 al rànquing mundial).

## Resultats destacats en competició
El 2011 es va classificar per a competir a la Copa del Món d'escacs de 2011, però va perdre a la primera ronda contra el jove GM rus Ian Nepómniasxi. L'agost del 2011 va ser subcampió en el torneig Ciutat de Ferrol, jugat a Galícia amb els mateixos punts que el primer classificat, el també GM cubà Alexey Fernández Cardoso.
L'abril del 2012 va guanyar el torneig Semana Santa Lab de Bogotà. El juliol del 2012 va guanyar l'Obert de Barberà amb 7 punts de 9 i després de derrotar en la darrera ronda al GM rus Maksim Túrov. També el juliol de 2012 fou campió de l'Obert de Sant Martí amb 7 punts de 9.
El 2013 va ser campió de Cuba i es va tornar a classificar per la Copa del Món d'escacs de 2013 en guanyar el torneig continental americà (Torneig zonal 2). A la primera ronda va vèncer la GM Judith Polgar, però va ser eliminat en la següent ronda pel GM francès Maxime Vachier-Lagrave.
El febrer del 2014 va tornar a guanyar el campionat de Cuba El juliol del 2014 va guanyar 3.000 dòlars després de ser campió en el torneig internacional DC jugat als Estats Units. En el torneig continental americà del 2014, va acabar en cinquena posició amb els mateixos punts que el primer classificat amb 8½ punts de 11 partides. El 2015 fou de nou campió de Cuba amb 9½ punts de 13.
L'agost de 2016 fou campió de l'Obert de Badalona destacat amb 8 punts de 9, un punt per davant dels immediats perseguidors: Fernando Peralta, Himanshu Sharma i Emilio Córdova.
El juliol de 2018 fou tercer a la LXI edició de l'Obert de Barberà del Vallès (el campió fou Qadir Huseynov).

### Participació en competicions internacionals per equips
Va jugar en el quart tauler de l'equip de Cuba a l'olimpíada d'escacs de 2014, amb una performance de 2766 després de cinc victòries, dues taules i una derrota, i va obtenir la medalla de plata.